# 小行星961
小行星961（961 Gunnie）是一颗围绕太阳公转的小行星。
該小行星以瑞典天文學家布羅爾·阿斯普林德（Bror Asplind）的女兒古尼·阿斯普林德（Gunnie Asplind）命名。

## 参数
这颗小行星的绝对星等为11.30个天文单位。